# Nerve
Nerve es una película estadounidense de techno-thriller y aventura dirigida por Henry Joost y Ariel Schulman y escrita por Jessica Sharzer, basada en la novela homónima escrita en 2012 por Jeanne Ryan. Protagonizada por Emma Roberts, Dave Franco y Juliette Lewis, la trama gira en torno a un videojuego de verdad o reto en línea que permite a las personas alistarse como «jugadores» u «observadores» a medida que el juego se intensifica.
La película se estrenó en el SVA Theater el 12 de julio de 2016 y fue estrenada el 27 de julio de 2016 por Lionsgate. Nerve recibió elogios por su energía y la química de su elenco, y recaudó $ 85 millones en todo el mundo en comparación con su presupuesto de $ 19 millones.

## Trama
La estudiante "Vee" recibe un correo electrónico del Instituto de las Artes de California recordándole que debe aceptar o rechazar su admisión ese mismo día. Vee quiere dejar su casa, para ir a la universidad, pero siente reparo de contarle a su madre sobre su decisión. Su madre (Juliette Lewis) espera que Vee vaya a una universidad local más asequible, lo que la obligaría a tener que usar el ferry cada día para ir y volver. Esta actitud se debe a que su madre aún está superando la reciente muerte de su hijo, el hermano de Vee.
La amiga de Vee, Sydney (Emily Meade), se hace popular en Nerve: un juego de realidad en línea donde personas se registran como "jugadores" o pagan para actuar como "observadores". Los jugadores aceptan retos de los observadores, recibiendo dinero por completarlos, y cada vez se hacen más peligrosos. Debido a la actitud introvertida de Vee, su amiga Sydney la reta a jugar, pero Vee se niega. Entonces Sydney decide hablar con un chico del que Vee está enamorada, J.P., y le cuenta los sentimientos de la chica, pero este la rechaza y ella se marcha de la cafetería donde se encontraban.
Tras esto, Vee decide registrarse como jugadora en Nerve. Al hacerlo, la página recopila su información de perfiles en redes sociales, así como datos de sus cuentas bancarias, y le explica las tres reglas del juego: todas las pruebas deben ser grabadas con el móvil del jugador, todo el dinero ganado se perderá si el jugador rechaza una prueba o decide abandonar el juego, y ningún jugador puede contar a las autoridades sobre Nerve.
En su primera prueba, besar a un extraño, conoce a Ian (Dave Franco) y a partir de entonces, los observadores deciden que deben seguir juntos, por lo que se van al centro de la ciudad a cumplir diferentes pruebas. Al llegar a la ciudad, los observadores plantean un nuevo reto consistente en ponerse un traje elegante, tanto Vee como Ian, y al salir de los probadores, su ropa ya no estaba ahí, por lo que tendrán que pensar cómo salir de la tienda, su plan es de salir en ropa interior de la tienda, cuando salen bastantes observadores los están grabando, en la motocicleta de Ian hay una bolsa de ropa que es la que se probaron en la tienda. Después Vee recibe un nuevo reto el cual es hacerse un tatuaje, ella e Ian entran a una tienda de tatuajes, Ian dibuja un tatuaje secreto para que Vee lo consiga. Resulta ser un faro como un guiño a su libro favorito.
La madre de Vee se da cuenta de que el dinero se transfiere a su cuenta conjunta con Vee y llama a Tommy para preguntar qué está pasando. Tommy, incapaz de delatarla, dice que Vee consiguió un trabajo y que le transfirieron dinero a su cuenta. Cuando salen de la tienda a Ian le llega un reto que dice que tiene que ir con Vee en la motocicleta a 100 km por hora con los ojos vendados, Vee al principio se niega a cumplir el reto pero luego acepta, Ian le dice a Vee que va a tener que ser sus ojos, logran realizar el reto y se besan, luego van a comer una pizza. Mientras están comiendo Ian le explica a Vee que juega Nerve porque tiene que mantener a su familia, por otro lado, Tommy descubre que Ian ha jugado Nerve antes, Ian le pregunta a Vee sobre su amiga Sydney y ella le dice que es muy insegura y que siempre quiere hacer ver a Vee como la insegura a lo que Ian le responde que vayan a la fiesta dónde está Sydney y le diga lo que piensa. Sydney vio la conversación de Ian y Vee en el televisor de la fiesta por lo que sale del salón donde están sus amigos y los invitados y graba un vídeo donde le dice a los observadores que le pongan un reto difícil. Sydney se encuentra con Ty en la fiesta y éste le dice que deberían ser un equipo, una oferta que Sydney declina. Los observadores a petición de Sydney le colocan el reto de que cruce por medio de una escalera de un edificio a otro, después de llegar a la mitad, ella se resbala y se le cae el teléfono y se rinde por lo cual sale del juego. Vee e Ian llegan a la fiesta y los amigos de Vee le cuentan lo que le pasó a Sydney, Vee preocupada busca a Sydney para hablar con ella y se encuentra que Sydney estaba con J.P, causando una pelea entre las dos. Vee completa el reto de Sydney. Vee le dice a Ian que se quiere ir de la fiesta y Tommy le muestra a Vee que el reto de Ian era causar una pelea entre Sydney y Vee. Vee se molesta con Ian y se acerca a un policía para contarle del juego. Los observadores le comienzan a gritar a Vee "soplona". Ian le dice a Vee que él se tiene que ir. Vee siente que la están siguiendo, en eso su mamá la llama y le dice que retiraron todo el dinero de la cuenta del banco y Vee le dice que lo va a arreglar. En eso Vee se encuentra con Ty y éste le dice que lo perdone pero que tiene que hacerlo y la golpea. Vee se despierta en una habitación con un iMac G3 que le dice que ahora es la prisionera del juego y que la única manera de no serlo es que complete un último reto. Vee sale de la habitación y se encuentra que hay observadores buscándola de repente Ian aparece y le explica que hace 1 año él jugó Nerve con Ty y otro chico llamado Robbie y cuando Ian y Ty acudieron a la policía el juego los hizo prisioneros. Ian dice que hará un desafío que lo ponga por delante de Ty para que él y Vee puedan llegar a la final. En eso Vee se encuentra con Tommy y Sydney y se reconcilia con los dos. Los tres llevan a cabo un plan para cerrar el juego. Ian tiene un desafío donde dice que debe colgar de una grúa con una mano durante cinco segundos. Vee recorre la ciudad donde recoge un paquete que tiene un arma cargada. Vee e Ian llegan a la final. Tommy y Sydney se reúnen con Azhar para hackear el servidor de Nerve y se les une la madre de Vee para ver la final. El reto es que Vee e Ian tienen que dispararle al otro. Ian le dice a Vee que le dispare a él para que ella pueda ganar. Vee se niega. De repente Ty aparece y dice que disparará a uno de ellos. Los observadores lo animan. Ty apunta a Ian y Vee se coloca en el medio y le dice a los observadores si eso es lo que realmente quieren a lo que ellos responden que sí. Entonces, Vee decide tomar el reto de Ian y le dice a Ty que le apunte a ella, mientras todos graban, Nerve somete la vida de Vee a votación. La mayoría vota SÍ a que ella reciba un disparo. Ty dispara el arma, y  Vee cae en los brazos de Ian. De repente, a los observadores les sale un mensaje que dice que son cómplices de asesinato, con la opción de cerrar sesión. Todos lo hacen, lo que permite a Azhar bloquear el servidor de Nerve y cerrarlo definitivamente. Vee le revela a Ian que estaba viva y le dice que Ty lo sabía todo porque Sydney lo había llamado. Todo vuelve a la normalidad y Azhar consigue que Vee y su madre recuperen su dinero. Vee e Ian (el cual le revela que su verdadero nombre es Sam) se besan y deciden intentar una relación.

## Reparto
- Emma Roberts como Venus «Vee» Delmonico, una jugadora de Nerve.
- Dave Franco como Ian / Sam, un chico misterioso jugador de Nerve y compañero de Vee.
- Emily Meade como Sydney, mejor amiga de Vee, jugadora de Nerve.
- Miles Heizer como Tommy, mejor amigo de Vee, que está en desacuerdo con el juego y está enamorado de ella.
- Juliette Lewis como Nancy, la madre de Vee.
- Kimiko Glenn como Liv, amiga de Vee, suele estar con Sydney.
- Marc John Jefferies como Wes, amigo de Vee.
- Colson Baker como Ty, un jugador de Nerve, rival de Vee e Ian.
- Samira Wiley como Hacker Kween "HK" (Reina Hacker), una hacker amiga de Tommy.
- Ed Squires como Chuck.
- Brian Marc como JP Guerrero, interés amoroso de Vee inicialmente.
- Eric D'Alessandro como Hype Boi.
- Casey Neistat y Chloe Wise como ellos mismos, ambos jugadores de Nerve.

## Producción
Los directores Ariel Schulman y Henry Joost ya habían tratado temas similares en su documental Catfish. Sobre su atracción por una película basada en Internet, afirmaron, «La mayoría de las cosas no son en blanco y negro. Internet no es ni bueno ni malo, solo depende de cómo lo uses», dando el ejemplo que el juego de Nerve podría ser tanto «un juego realmente fortalecedor, y también es lo más horrible que puedas imaginar». Los directores se esforzaron por una calificación PG-13, con Schulman afirmando que «queríamos asegurarnos de que los adolescentes más jóvenes pudieran verlo. Creemos que tiene un mensaje importante y lo van a comprender», y Joost agregó «No estábamos interesados en hacer una gran película de tortura». Al tratar de mantener baja la calificación, los directores eliminaron un «desafío sexual» que «en última instancia era demasiado oscuro y extraño». 
La película también tiene un final y un tema más ligero que el libro, ya que la novela trata de una trama y un final mucho más oscuros. El equipo afirmó que la naturaleza cambiante de Internet hizo que sea un tema difícil para hacer una función narrativa, con Joost señalando que la aplicación Periscope salió durante el desarrollo de la película, que Joost llamó «a mitad de camino de ser Nerve».
En enero de 2015, se anunció que Emma Roberts y Dave Franco iban a protagonizar la película. En abril de 2015, se anunció que Kimiko Glenn se había unido al elenco de la película. El mismo día, se anunció que el rapero Colson «Machine Gun Kelly» Baker también se había unido al elenco.

### Rodaje
La fotografía principal de la película comenzó en 2015, en la Nueva York. Concluyó el 5 de junio de ese mismo año.

## Recaudación
La película contó con un presupuesto de hasta 20 millones de dólares estadounidenses, y hasta la fecha recaudó 80,9 millones.

## Críticas
Muchos críticos han comparado la película con el famoso juego de realidad aumentada Pokémon Go Travers, Peter (27 de julio de 2016). «'Nerve' Review: It's 'Pokemon Go' as a Gonzo Horror Movie». Archivado desde el original el 16 de mayo de 2017. Consultado el 29 de julio de 2016.</ref>